# Арени
Арени́ (арм. Արենի) — село в Вайоцдзорской области в Армении, в 12 км к юго-востоку от Ехегнадзора. Расположено в долине реки Арпа на её левом берегу. Река после прохождения села входит в узкое ущелье, в котором течёт до долины Шарура. Арени — село с богатейшей историей, бывшее в своё время столицей Сюника. В начале XXI века село и его окрестности стали известны своим виноделием.

## Название
В старину называлось Арпа. Егише упоминал как Арпанял (арм. Արփանյալ). 10 октября 1946 село было переименовано в Арени.

## История
Арени — одно из древних сёл исторического Сюника (гавар Вайоц-Дзор). Значимость села объяснялась, прежде всего, его географическим положением — на выходе из ущелья, соединяющего Вайоц-Дзор с долиной Шарур. Благодаря этому, село являлось как местом отдыха путешественников, так и важной военной точкой. На окрестных возвышенностях были построены военные укрепления.
В XIII веке ишхан (князь) Орбелян Тарсаич построил здесь дворец. Тогда же в Арени из Ехегиса (ныне Артабуйнк) был перенесён княжеский престол Сюника. По его приказу нораванкский епископ Саркис (1265—1287) построил на реке близ Арени трёхарочный мост, основание которого сохранились до наших дней. В 1321 году по приказу сюнийского епископа Ованеса архитектор Момик строит в Арени церковь Святой Богородицы.
В годы Российской империи село Арпа входило в состав Нахичеванской провинции Армянской области (1828-1840), Нахичеванского уезда (1840-1874), Шаруро-Даралагезского уезда (1874-1917).
Начиная с 2009 года в селе проводится ставший традиционным, ежегодный всеармянский Винный фестиваль.

## Население
- В 1831 году население села составляло 63 человека,
- в 1873 году — 294,
- в 1912 году — 559 человек, в основном армяне[3],
- в 1922 году — 513,
- в 1959 году — 1094,
- в 1970 году — 1370,
- в 1979 году — 1351 человек.[4]
- Согласно переписи 2001 года в селе проживало 1730 человек.

## Архитектура

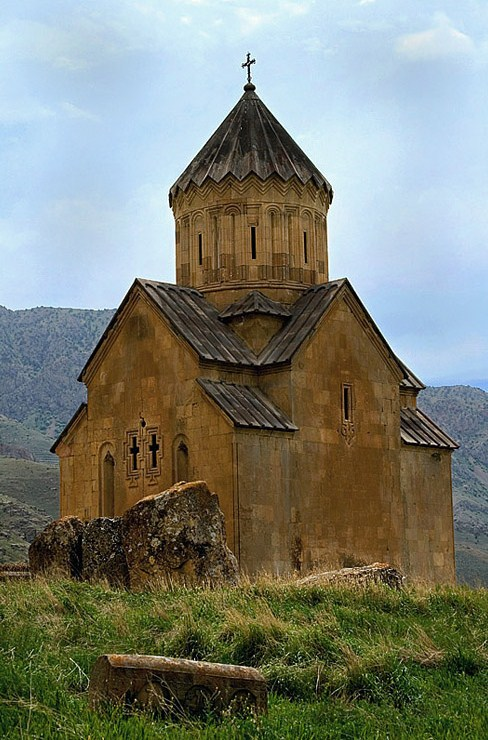
Церковь Святой Богородицы, 1321 год. Архитектор Момик

В Средневековье село располагалось на полукилометре к северу от современного Арени на холме, где до сих пор сохранились некоторые старые постройки. Среди руин старого Арени находится крестовокупольная церковь Святой Богородицы (Сурб Аствацацин), возведённая в 1321 году архитектором Момиком. На тимпане западного входа высечено изображение Богоматери. Четыре внутренних ряда колонн соединяются наверху сводами, на которых покоится купол. На четырёх парусах высечены символы евангелистов — крылатый телец, орёл, крылатый лев и ангел. Купол обрушился в 1840 году во время землетрясения, в настоящее время восстановлен. Рядом с церковью — развалины ишханского дворца. Недалеко от села находится также пещеры «Птичья» (энеолитическое пещерное поселение Арени-1) и Магильская.
В селе имеется обелиск, установленный в честь погибших в Великой Отечественной войне односельчан.

## Пещера Арени-1
Пещера площадью около 400 м² близ села Арени — место уникальных археологических находок разных эпох (от до[прояснить] XIV века н. э.). Она открыта археологом Борисом Гаспаряном и с 2007 года исследуется Институтом археологии и этнографии НАН РА совместно с Коркским университетским колледжем (Ирландия) и Калифорнийским институтом имени Ллойда Котсена (США) (с 2008 года). Экспедиция сотрудничает также со специалистами из университетов Хайфы, Тель Авива (Израиль) и Коннектикута (США).
Из-за низкой влажности в пещере возникли уникальные условия, препятствующие гниению органических материалов, что позволило сохраниться останкам эпохи медного века (энеолита). Найденные во время раскопок предметы указывают на знакомство местных жителей конца начала[прояснить] с орудиями и оружием на медной основе. Также обнаружены черепа трёх девочек-подростков 11—16 лет с остатками мозга. Антропологи считают эти находки древнейшими в Старом Свете. Учёным-биологам удалось извлечь из сохранившихся кровеносных сосудов клетки крови, что позволит в будущем произвести генетический анализ.
На сегодняшний день самой сенсационной находкой считается кожаная обувь, найденная в сентябре 2008 года аспиранткой Института археологии и этнографии НАН РА Дианой Зардарян. Согласно результатам радиоуглеродного анализа, артефакт датируется 3600—3500 годами до н. э. Обувь сшита из одного цельного лоскута кожи (предположительно крупного рогатого скота) и является самой древней кожаной туфелькой в мире.

## Галерея

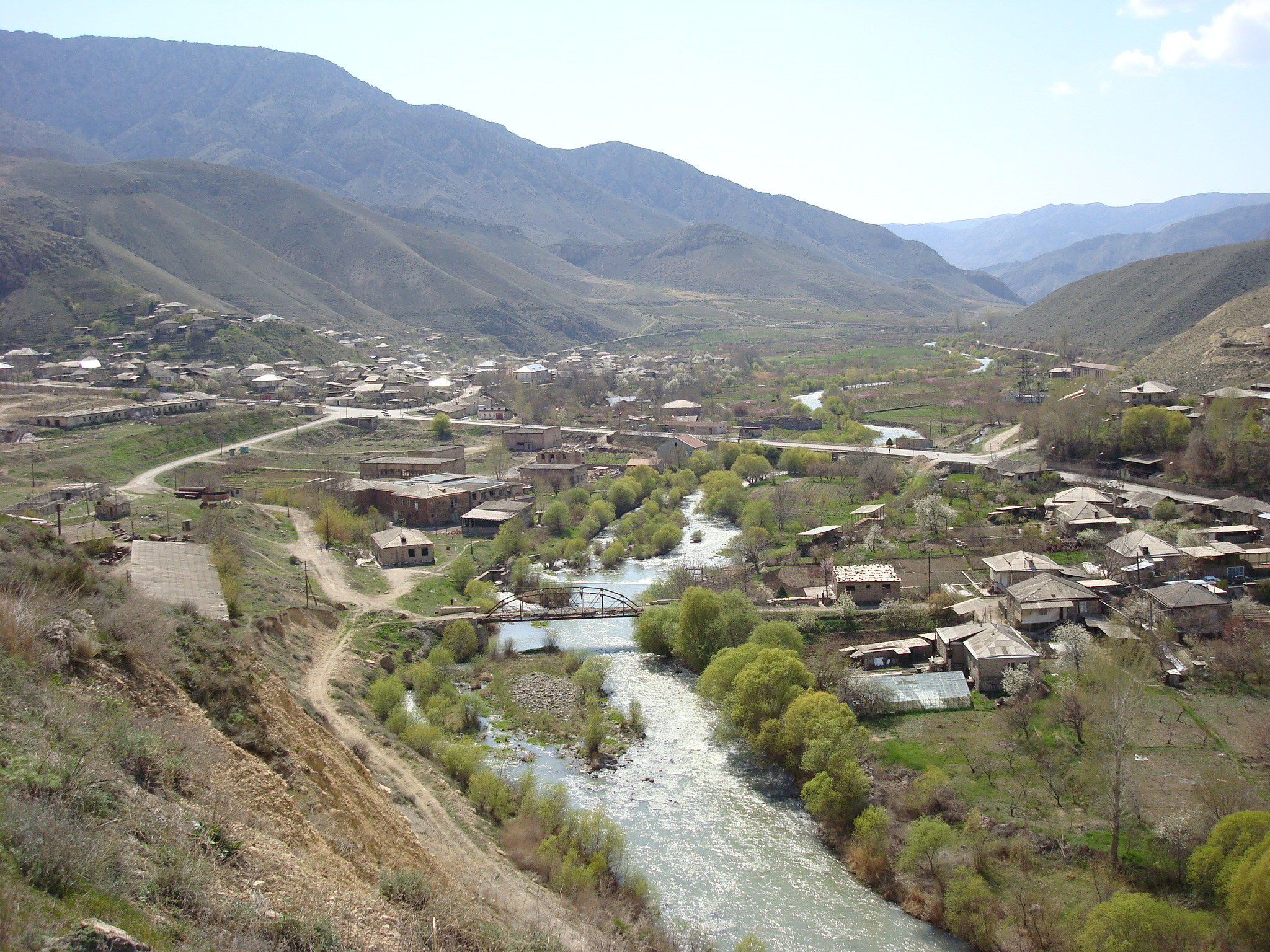
Вид села Арени в 2009 году
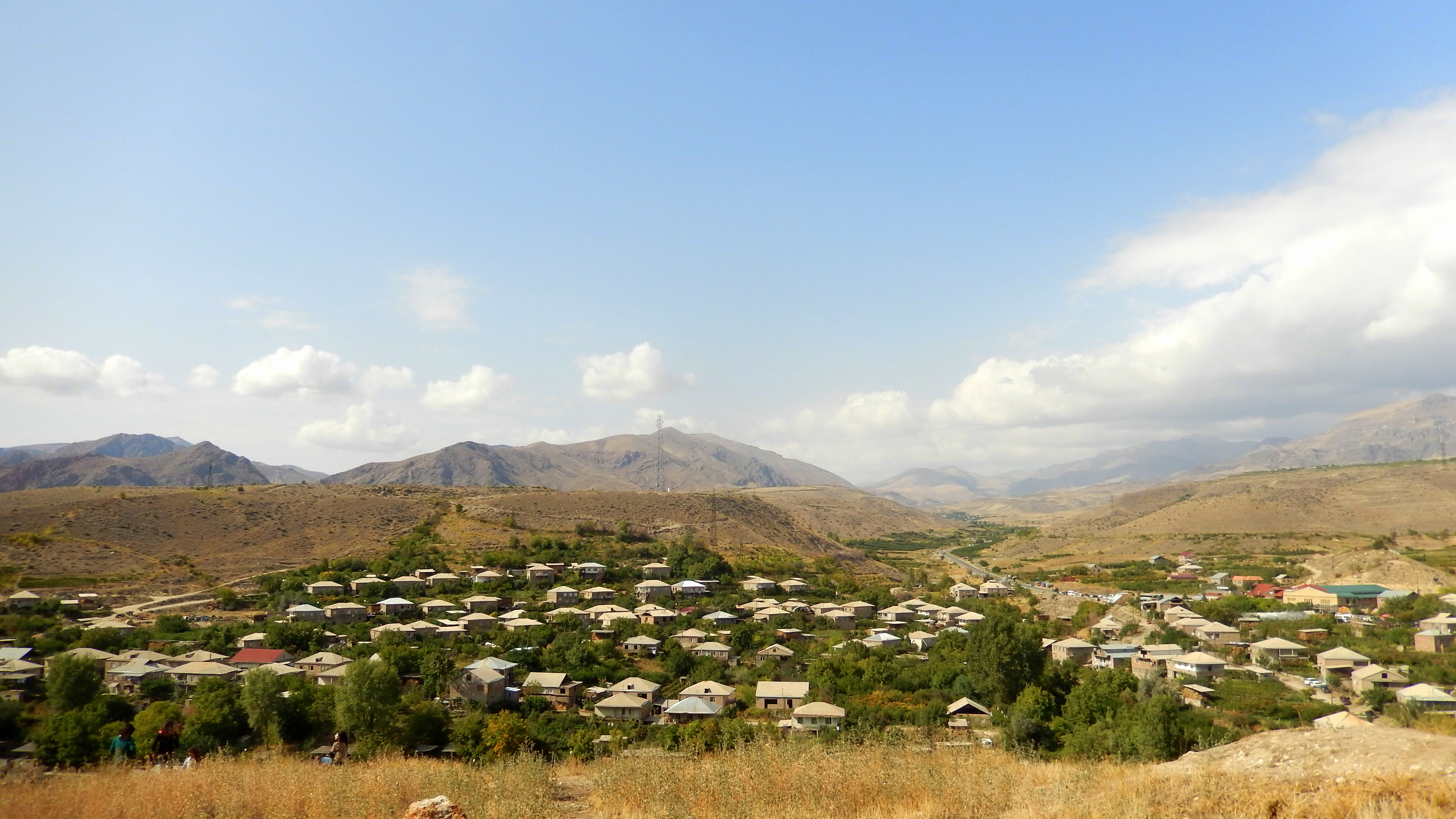
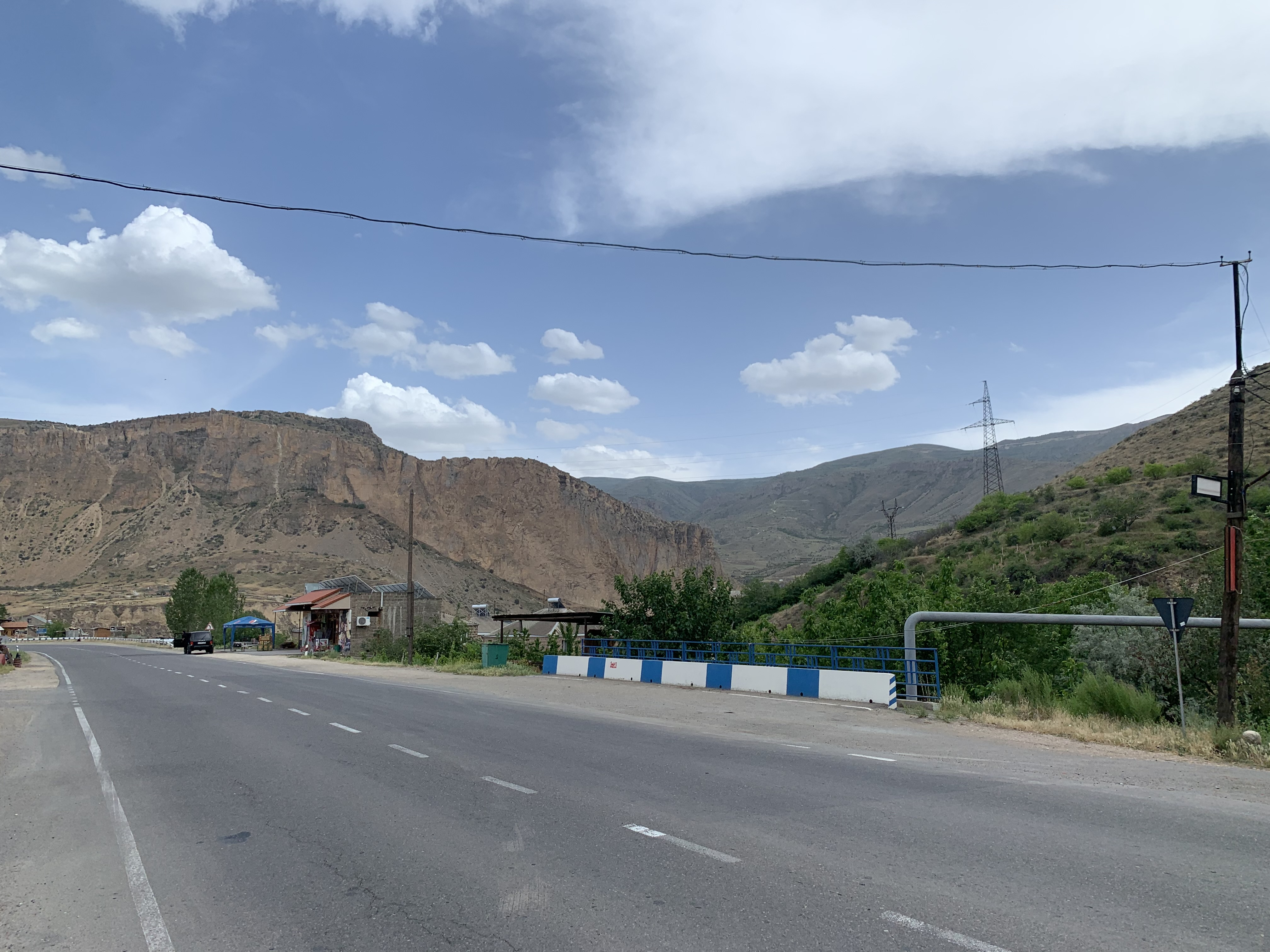
Трасса Север-Юг. Въезд в село
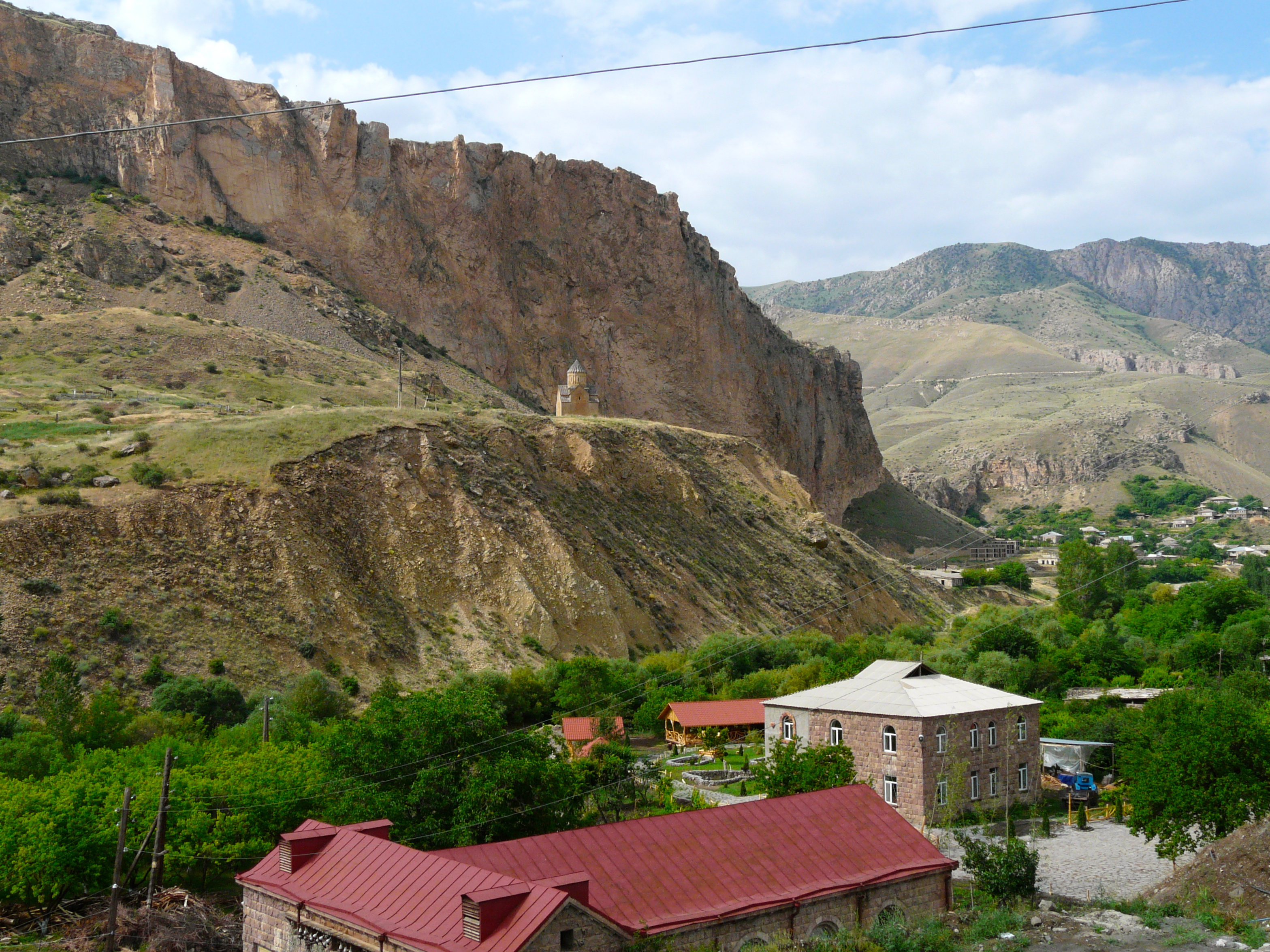
Вид на монастырь Нораванк
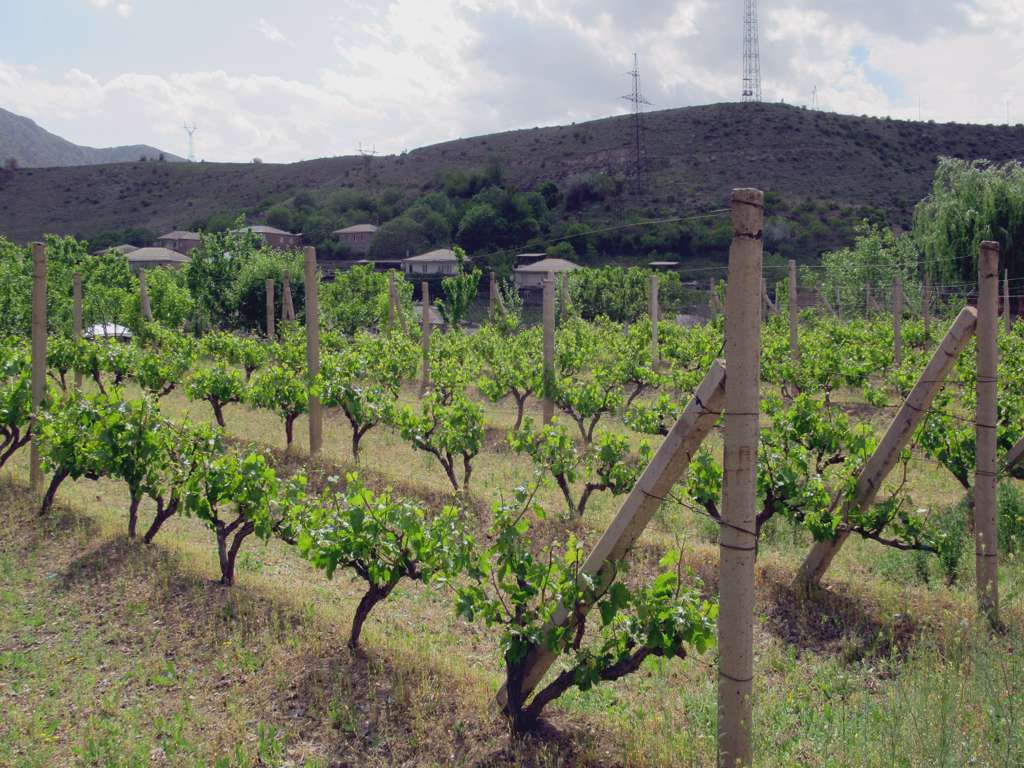
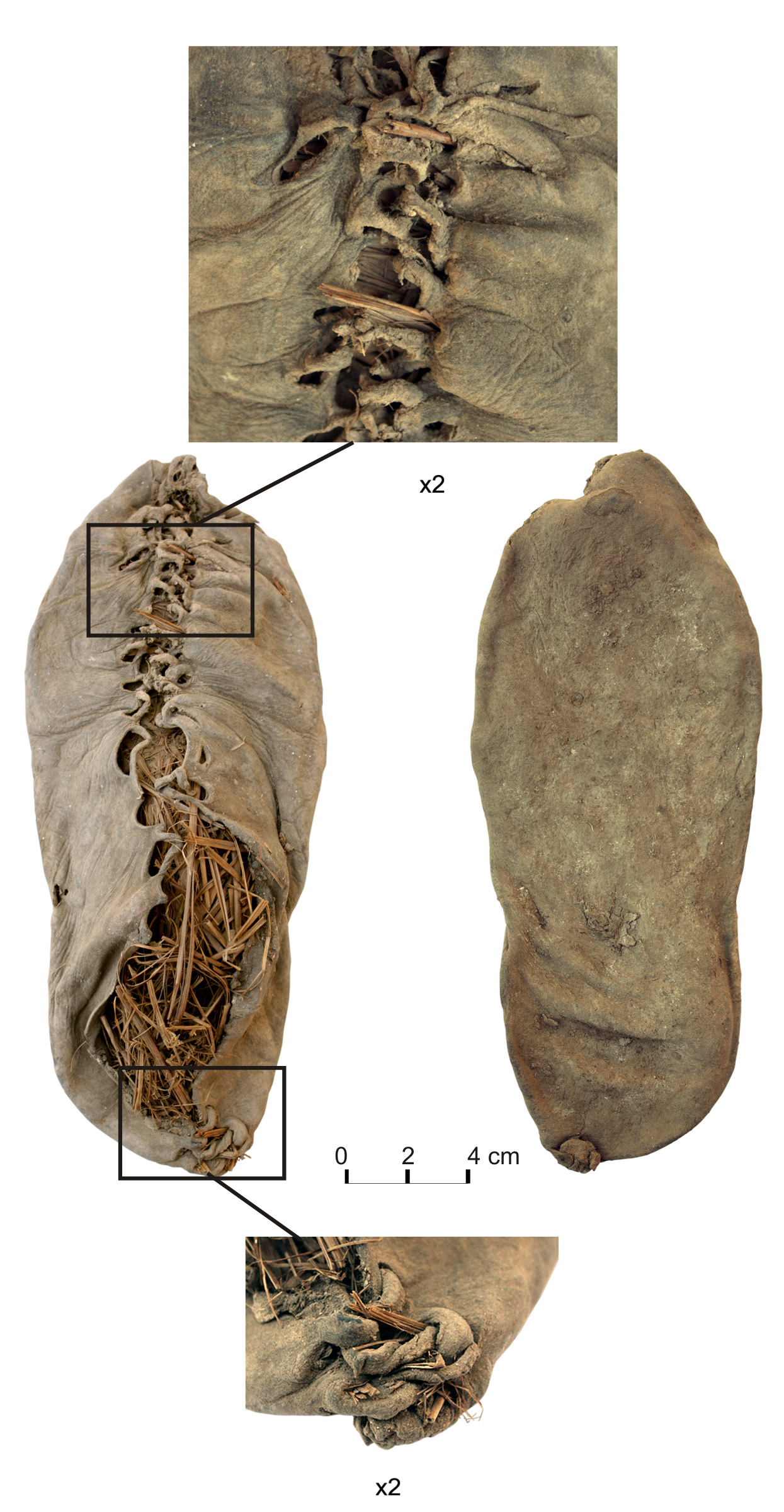
Обувь из пещеры Арени (Areni-1)